# La Chapelle-en-Lafaye
La Chapelle-en-Lafaye är en kommun i departementet Loire i regionen Auvergne-Rhône-Alpes i centrala Frankrike. Kommunen ligger i kantonen Saint-Jean-Soleymieux som tillhör arrondissementet Montbrison. År 2022 hade La Chapelle-en-Lafaye 137 invånare.

## Befolkningsutveckling
Antalet invånare i kommunen La Chapelle-en-Lafaye
| Referens: INSEE |